# A Tiger Walks
A Tiger Walks (bra Um Tigre Caminha pela Noite) é um filme estadunidense de 1964, dos gêneros drama e aventura, dirigido por Norman Tokar para os Estúdios Disney, com roteiro de Lowell S. Hawell baseado no livro A Tiger Walks, de Ian Niall e trilha sonora é de Buddy Baker.

## Sinopse
Um tigre foge do circo e causa pânico numa pequena cidade, cujo xerife tentará capturá-lo vivo.

## Elenco
- Brian Keith ....... Pete Williams
- Vera Miles ....... Dorothy Williams
- Pamela Franklin ....... Julia Williams
- Sabu ....... Ram Singh
- Kevin Corcoran ....... Tom Hadley
- Peter Brown ....... Vern Goodman
- Edward Andrews ....... governador
- Una Merkel ....... sra. Watkins
- Arthur Hunnicutt ....... Lewis